# Ligne S3 du service ferroviaire suburbain de Milan
Pour les articles homonymes, voir S3.
La ligne S3 du service ferroviaire suburbain de Milan, nommée Ligne S3, est une ligne du service ferroviaire suburbain de Milan qui converge sur la ville de Milan, de la gare de Saronno à celle de Milan-Cadorna.

## Histoire
L'exploitation de la ligne S3, dans le cadre du Service ferroviaire suburbain de Milan, est mise en service le 12 décembre 2004.

## Infrastructure
La S3 circule sur l'infrastructure de la ligne du chemin de fer de Milan à Saronno mise en service le 22 mars 1879 par Ferrovie Nord Milano (FNM).

## Liste des gares
|  |  |   |  |  | Gare                          | Zone | Communes            | Correspondances                 |
|  |  | - |  |  | ----------------------------- | ---- | ------------------- | ------------------------------- |
|  |  | • |  |  | Saronno                       |      | Saronno             | / Malpensa Express / Trenitalia |
|  |  | • |  |  | Saronno-Sud                   |      | Saronno             |                                 |
|  |  | • |  |  | Caronno-Pertusella            |      | Caronno Pertusella  |                                 |
|  |  | • |  |  | Cesate                        |      | Cesate              |                                 |
|  |  | • |  |  | Garbagnate-Milanese           |      | Garbagnate Milanese |                                 |
|  |  | • |  |  | Garbagnate-Parco-delle-Groane |      | Garbagnate Milanese |                                 |
|  |  | • |  |  | Bollate-Nord                  |      | Bollate             |                                 |
|  |  | • |  |  | Bollate-Centro                |      | Bollate             |                                 |
|  |  | • |  |  | Novate-Milanese               |      | Novate Milanese     |                                 |
|  |  | • |  |  | Milan-Quarto-Oggiaro          | U    | Milan               |                                 |
|  |  | • |  |  | Milan-Bovisa-Politecnico      | U    | Milan               | / Malpensa Express / Trenord    |
|  |  | • |  |  | Milan-Domodossola             | U    | Milan               | / Trenord                       |
|  |  | • |  |  | Milan-Cadorna                 | U    | Milan               | / Malpensa Express / Trenord    |

## Exploitation
Le service est effectué tous les jours entre 6 h 0 min et 1 h 0 min, à raison d'un train toutes les 30 minutes.